# Claude-Hélène Perrot
Claude-Hélène Perrot (Lembach, 13 de setembro de 1928 – Paris, 16 de julho de 2019) foi uma historiadora e africanista francesa especializada na história da Costa do Marfim. Ela atuou como professora de história africana contemporânea na Universidade de Paris 1 Pantheon-Sorbonne de 1983 a 1993. As principais áreas de pesquisa de Perrot diziam respeito à história dos Akan da Costa do Marfim e de Gana antes da colonização, principalmente os Anyi e os Eotile, o uso da tradição oral pelos historiadores e as relações entre as religiões tradicionais africanas e o poder político. Ela foi homenageada como Comandante da Ordem do Mérito do Marfim.

## Primeiros anos e educação
Claude-Hélène Perrot nasceu em Lembach em 13 de setembro de 1928 em uma família da região do Franco-Condado Ela tinha um irmão, François Perrot.
Perrot formou-se em história e geografia na Sorbonne em 1950, e após complementar sua formação, tornou-se professora de ensino secundário em Cholet e Coulommiers de 1955 a 1961.
O seu interesse por África ocorreu durante uma viagem ao Senegal, após a qual se matriculou na Escola Prática de Altos Estudos, onde estudou com Roger Bastide e Georges Balandier. Trabalhou nos arquivos da Sociedade Missionária Evangélica de Paris e elaborou sua tese sobre o rei sotho Moshoeshoe I, que defendeu na Faculté des lettres de Paris, em 1963, que foi publicada em 1970 sob o título Les Sotho et les Missionnaires européens au XIXe siècle ("O Sotho e os Missionários Europeus no século XIX").

## Carreira
Perrot foi afiliada à Escola de Letras de Abijã e à Universidade Félix Houphouët-Boigny, até 1971. Durante o período de 1971 a 1973, esteve no CNRS em Paris. Em 1973, foi nomeada professora da Universidade de Paris 1 Pantheon-Sorbonne. Em 1978, defendeu uma tese de Estado, intitulada Les Anyi-Ndenyé et le pouvoir politique aux XVIIIe et XIXe siècles ("Os Anyi-Ndenyé e o poder político nos séculos XVIII e XIX") na Université Paris-Descartes, e publicada sob o mesmo título em 1984. Em 1983, foi eleita professora na Universidade de Paris 1 Pantheon-Sorbonne. Ela se aposentou da academia em 1993, enquanto continuava a liderar um seminário universitário e a viajar para a Costa do Marfim para conferências. Pertenceu ligada ao Comité de vigilance face aux usages publics de l'histoire.
Perrot morreu em Paris em 16 de julho de 2019.
- Comandante, Ordem do Mérito do Marfim[4]

## Trabalhos selecionados
- Les Sothos et les missionnaires européens, Annales de l'université d'Abidjan, série F, tome 2/1, Impr. Darantière, Dijon, 1970, p. 192. (in French)
- Les Anyi-Ndényé et le pouvoir aux 18 et 19 siècles, Publications de la Sorbonne, 1982. (in French)
- « Les Missionnaires français et la construction d'un État. Le Lesotho au temps d'Eugène Casalis », in Daniel C. Bach (dir.), La France et l'Afrique du sud. Histoire, mythes et enjeux contemporains, Karthala, 1990, pp. 111–132 ISBN 2-86537-269-3 (in French)
- (dir.) Lignages et territoire en Afrique aux XVIII & XIX. Stratégies, compétition, intégration, Khartala, 2000[9] (in French)
- Les Éotilé de Côte d'Ivoire aux XVIII & XIX. Pouvoir lignager et religion, Publications de la Sorbonne, 2008, coll. « Homme et société », p. 272, ISBN 978-2-85944-598-0 (in French)